# Herzog von Estrées

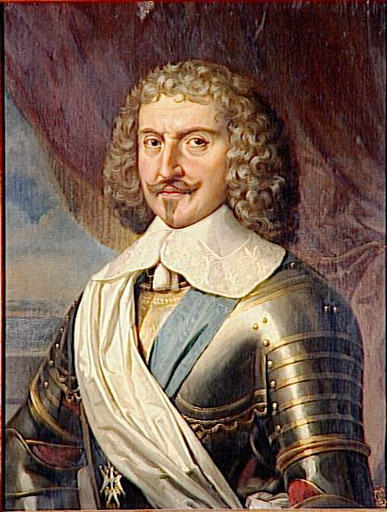
François-Annibal d’Estrées

Der Titel Herzog von Estrées ist ein französischer Adelstitel, der 1648 durch Briefe von Ludwig XIV. geschaffen wurde, die 1663 vom Parlement zugunsten der Familie Estrées und 1763 zugunsten der Familie Le Tellier registriert wurden. Er wurde später von einem Mitglied der Familie La Rochefoucauld getragen, der 1892 vom spanischen König die Erlaubnis erhielt, die spanische Grandezza, die dem Titel Herzog von Doudeauville beigefügt war, auf den Titel Herzog von Estrées zu übertragen.

## Familie Estrées
- 1663–1670: François-Annibal d’Estrées (um 1573–1670), Marschall von Frankreich, 1. Duc  d’Estrées 1663
- 1670–1687: François-Annibal II. d’Estrées (1623–1687), 2. Duc d’Estrées, dessen Sohn
- 1687–1698: François Hannibal III. d’Estrées (1648–1698), 3. Duc d’Estrées, dessen Sohn
- 1698–1723: Louis Armand d’Estrées (1682–1723), 4. Duc d’Estrées, dessen Sohn
- 1723–1737: Victor-Marie d’Estrées (1660–1737), Marschall von Frankreich, 5. Duc d’Estrées, dessen Neffen, Enkel des 1. Herzogs

## Familie Le Tellier
Die zweite Verleihung erfolgte à brevet, d. h. der Titel war nicht erblich
- 1763–1771: Louis-Charles-César Le Tellier (1695–1771), Marschall von Frankreich, Duc à brevet d’Estrées 1763, Neffe des vorigen Herzogs

## Famille La Rochefoucauld
- 1892–1907: Charles de La Rochefoucauld (1863–1907; Urgroßneffe des vorigen Herzogs), ältester Sohn von Armand de La Rochefoucauld, 5. Duc de Doudeauville, Grande von Spanien, bekam am 20. Januar 1892 von König Alfons XIII. von Spanien die Erlaubnis, die Würde eines Granden, die mit dem Titel des Duc de Doudeauville verbunden war, auf den Titel Duc d’Estrées zu übertragen (der Titel wird in Frankreich nicht anerkannt).
- 1907–1970: Sosthènes de la Rochefoucauld (1897–1970), 8. Duc de Doudeauville, 2. Duc d’Estrées, dessen Neffe